# Helleborus odorus
Helleborus odorus är en ranunkelväxtart. Helleborus odorus ingår i släktet julrosor, och familjen ranunkelväxter.

## Underarter
Arten delas in i följande underarter:
- H. o. cyclophyllus
- H. o. odorus

## Bildgalleri

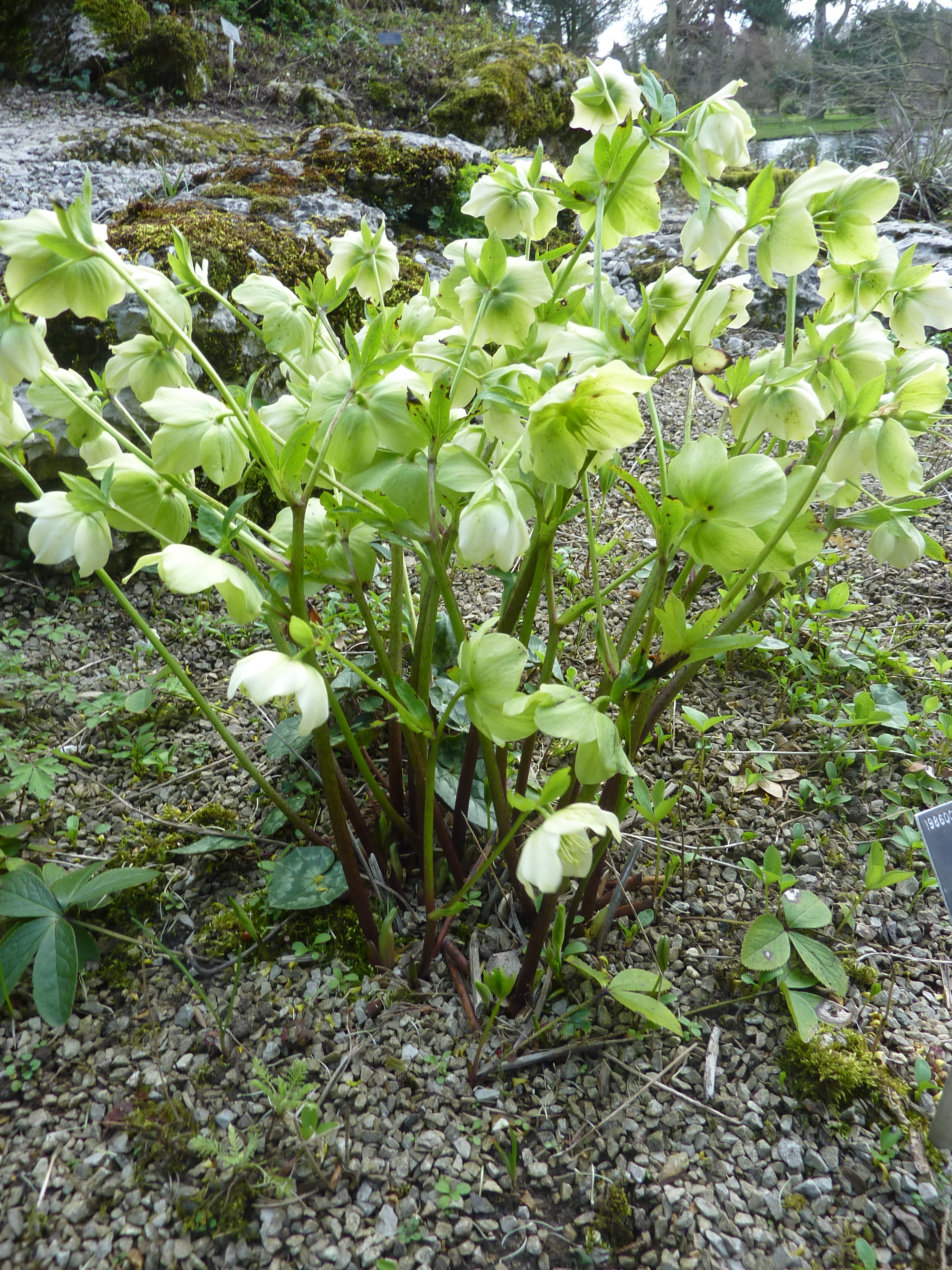
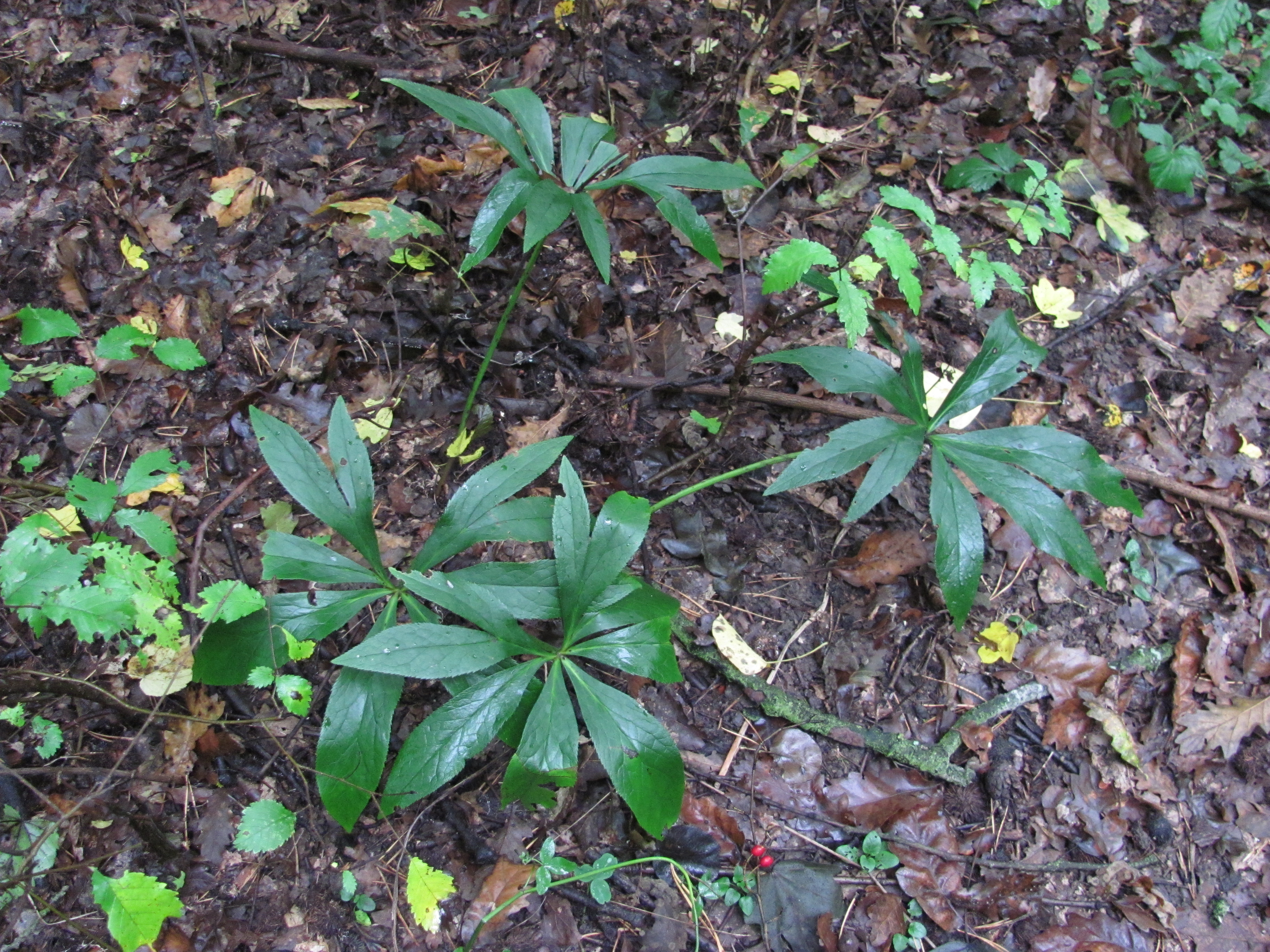
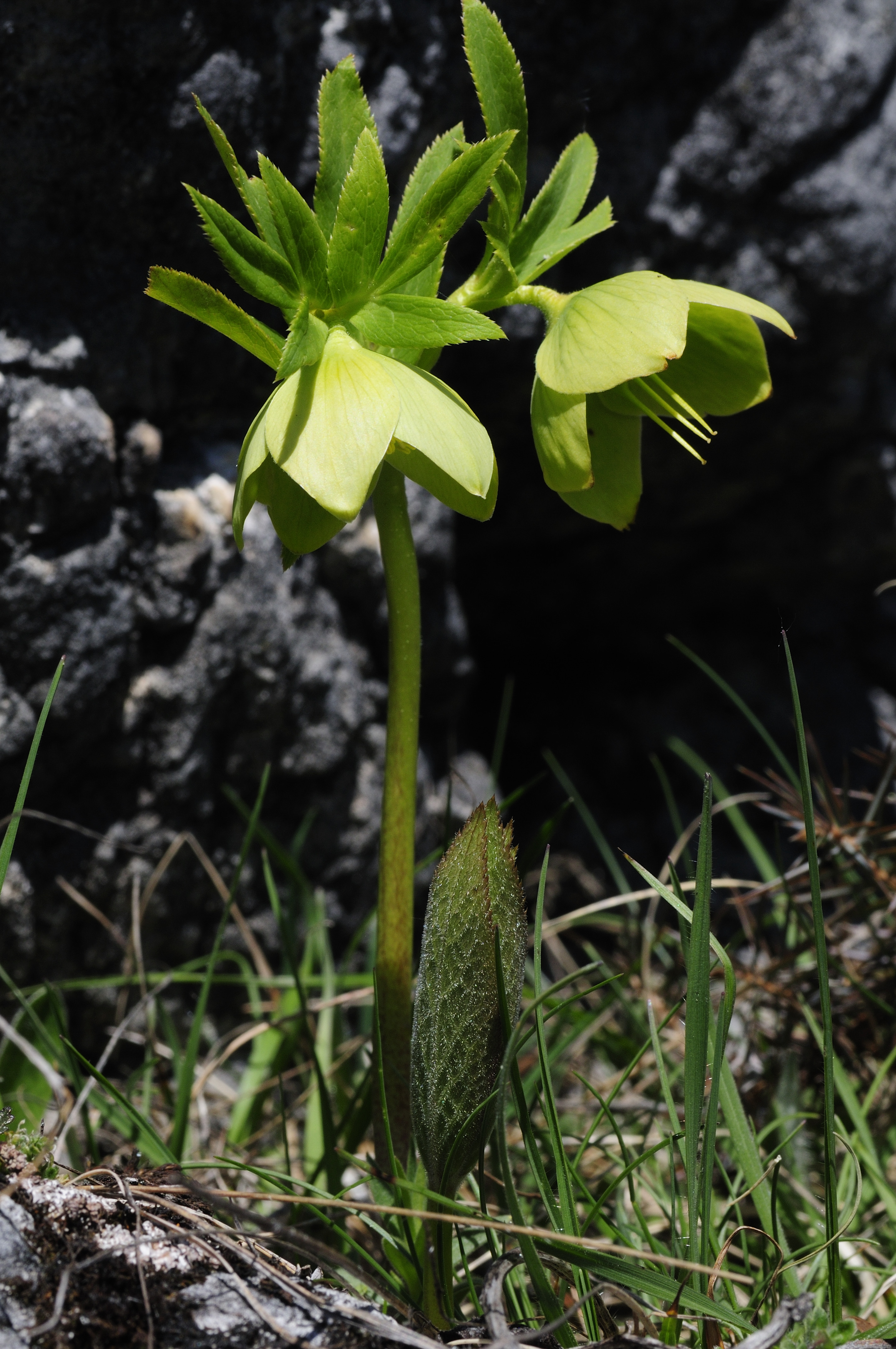
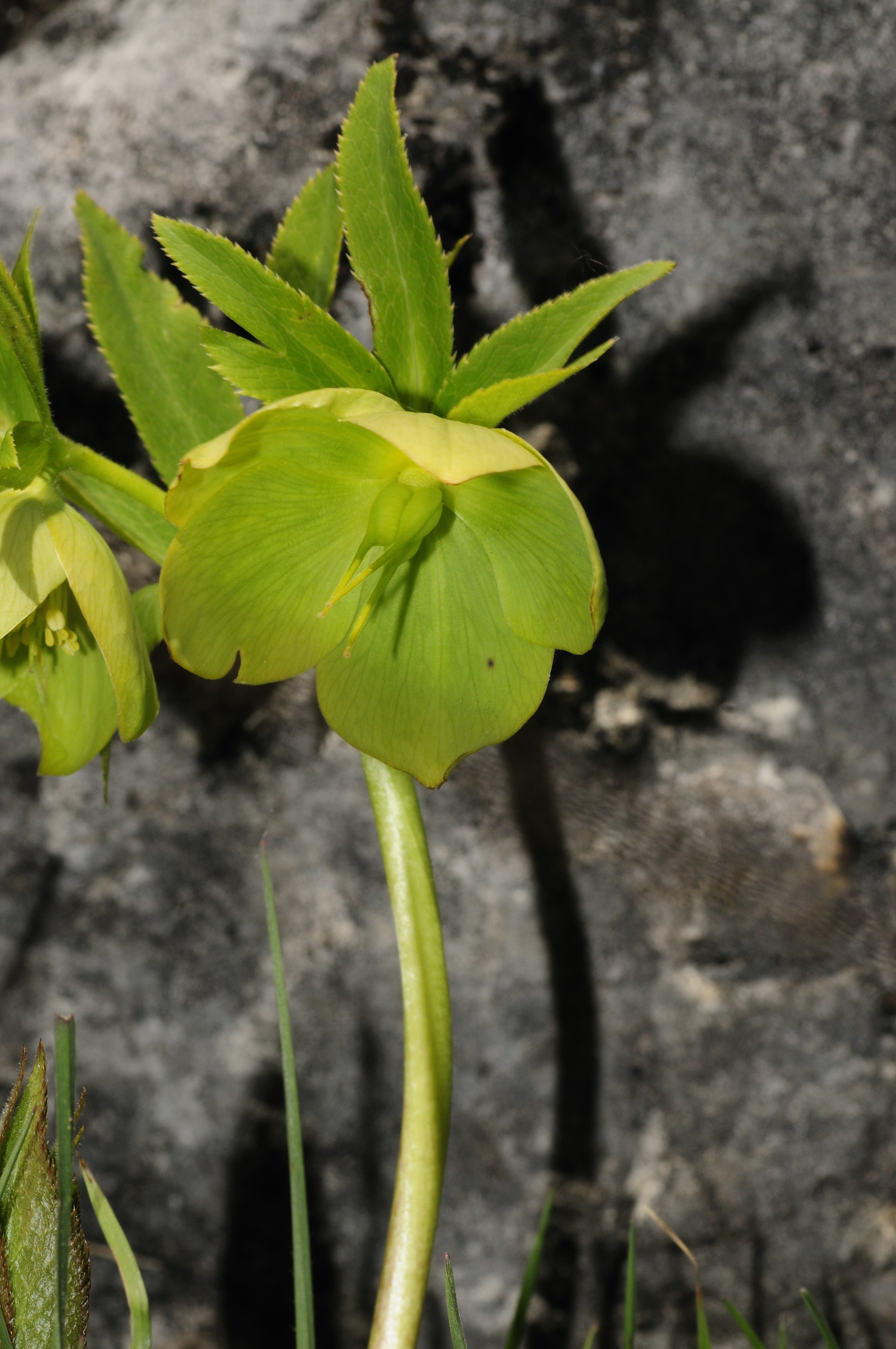